# Elliot Bunney
Elliot Bunney (Elliot John Bunney; * 11. Dezember 1966 in Edinburgh) ist ein ehemaliger britischer Sprinter.
Bei den Junioreneuropameisterschaften 1985 in Cottbus siegte Bunney im 100-Meter-Lauf in 10,38 s vor dem Ungarn Endre Havas und seinem Landsmann John Regis. Gemeinsam gewannen Bunney und Regis mit der britischen Mannschaft Gold in der 4-mal-100-Meter-Staffel. Im Jahr darauf wurde er, für Schottland startend, bei den Commonwealth Games in Edinburgh über 100 m Fünfter in 10,37 s und gewann mit der schottischen Stafette Bronze in 40,41 s Dritter hinter den Teams aus Kanada und aus England. Vier Wochen später bei den Leichtathletik-Europameisterschaften in Stuttgart wurde die britische Stafette aus drei Engländern und einem Schotten gebildet. In der Besetzung Bunney, Daley Thompson, Mike McFarlane und Linford Christie holte sie Bronze in 38,71 s hinter den Mannschaften aus der Sowjetunion und der DDR.
Bei den Olympischen Spielen in Seoul war Bunney erneut Startläufer des britischen Quartetts, das in der Besetzung Bunney, Regis, McFarlane und Christie in 38,28 Sekunden Silber hinter der sowjetischen Stafette gewann. Bunney war noch einige Jahre aktiv und fungierte als Startläufer der schottischen Stafette bei den Commonwealth Games 1990 in Auckland (Platz 6) und 1994 in Victoria (Platz 5).
Elliot Bunneys ist 1,82 m groß und wog in seiner aktiven Zeit 80 kg.

## Persönliche Bestzeiten
- 60 m: 6,62 s, 24. Januar 1987, Cosford
- 100 m: 10,20 s, 14. Juni 1986, Edinburgh